# Slogan pubblicitario

Logo ((1987) e slogan (1994) della Microsoft

Lo slogan pubblicitario è una breve frase capace di esprimere un concetto in modo efficace e sintetico, il che la rende particolarmente adatta alla propaganda e alla pubblicità.
Dal punto di vista etimologico, "slogan" deriva dal gaelico sluagh-ghairm, composto da sluagh (si traduce in inglese con "'spirit multitude", "moltitudine di spiriti") e ghairm ("urlo"), che originariamente, presso i Celti degli Highlands scozzesi, designava il grido di battaglia dei morti. In seguito il termine ha assunto il significato più generico di frase distintiva di un gruppo di persone, passando infine ad acquisire anche l'accezione corrente di frase ad effetto e facilmente memorizzabile, in ambito propagandistico e pubblicitario.

## Significato tecnico del termine
Nel linguaggio pubblicitario italiano (spesso composto da termini tratti dal corrispondente anglo-americano, ma con significato non perfettamente corrispondente), non è sempre chiaro quali componenti del messaggio possano essere propriamente definiti slogan; in genere, il termine viene considerato obsoleto, preferendogli espressioni più tecniche e più specifiche, come ad esempio headline (o più raramente heading), claim, pay-off, baseline o tagline.
Secondo molti, l'uso più appropriato del termine si ha quando "slogan" viene utilizzato per identificare una frase associata al marchio, che non è specifica di un singolo messaggio o campagna pubblicitaria ma assume un significato più generale e si estende a tutta la comunicazione della marca. Per esempio, «Kraft, cose buone dal mondo.»

## Chi crea gli slogan
In generale, tutti i testi usati nella comunicazione pubblicitaria sono creati da un copywriter (insieme al direttore artistico, uno dei professionisti responsabili della creatività pubblicitaria). In molti casi, la struttura del reparto creativo di una agenzia pubblicitaria può essere molto più articolata e complessa.
In passato, anche scrittori famosi hanno creato slogan per la pubblicità. Un esempio è Gabriele D'Annunzio.

## Formato
La maggior parte delle pubblicità aziendali sono frasi brevi e memorabili, spesso comprese tra 3 e 5 parole. Gli slogan adottano toni diversi per trasmettere significati diversi. Ad esempio, slogan divertenti possono ravvivare la conversazione e aumentare la memorabilità. Gli slogan spesso uniscono diversi elementi pubblicitari aziendali su diversi mezzi. Gli slogan possono essere accompagnati da loghi, nomi di marchi o jingle musicali.

## Storia

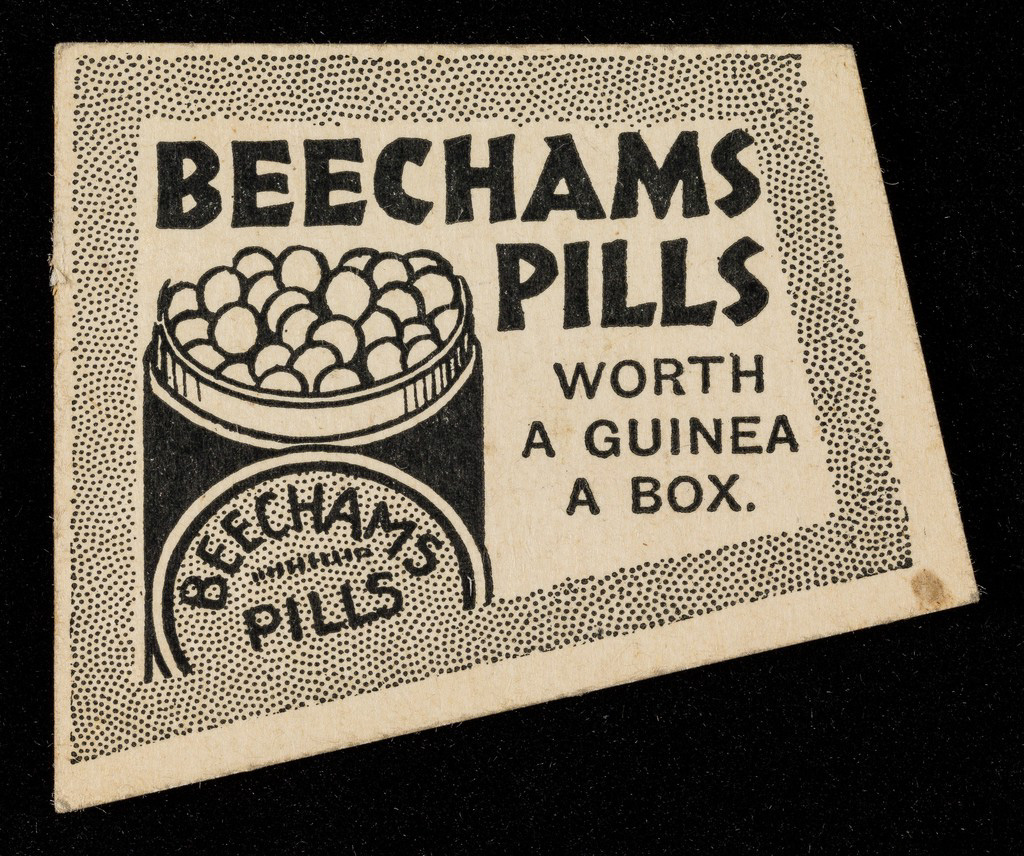
Slogan "Beechams Pills: Worth a guinea a Box" dell'agosto 1859.

"Beechams Pills: Worth a guinea a Box" dell'agosto 1859 è considerato il primo slogan pubblicitario al mondo.

## Uso
Alcuni slogan sono creati per processi di identità aziendale a lungo termine, mentre altri sono associati a campagne specifiche a tempo limitato. Tuttavia, poiché alcune idee vengono apprezzate dal pubblico grazie alla persistenza, molti slogan pubblicitari mantengono la loro influenza anche dopo l'interruzione dell'uso generale. Se uno slogan pubblicitario entra nel vernacolo pubblico, il passaparola può aumentare la consapevolezza dei consumatori del prodotto e prolungare la durata di una campagna pubblicitaria, o indurre un'azienda ad adottarlo per pubblicità e identità a lungo termine.
Gli slogan che associano risposte emotive o evocano ricordi passati aumentano la loro probabilità di essere adottati dal pubblico e condivisi. Inoltre, collegando uno slogan a un argomento di discussione comune (ad es. stress, cibo, traffico), i consumatori ricorderanno lo slogan più spesso e assoceranno l'azienda alle loro esperienze personali.
Se uno slogan viene adottato dal pubblico, può avere una notevole influenza nell'interazione sociale quotidiana. Gli slogan possono fungere da punti di connessione tra i membri della comunità poiché gli individui condividono slogan concisi durante una conversazione. Al contrario, se un individuo non è a conoscenza di uno slogan divenuto popolare, può essere socialmente escluso dalla conversazione e disimpegnarsi dalla discussione.

### Controllo sociale
Gli slogan pubblicitari come sistema di controllo sociale includono dispositivi simili a parole d'ordine, slogan e motti. L'uso degli slogan può essere esaminato nella misura in cui gli slogan suscitano risposte inconsce e non intenzionali.

## Analisi degli effetti
Quantificare gli effetti di una campagna pubblicitaria efficace o inefficace può rivelarsi difficile per gli studiosi. I critici sostengono che gli slogan sono una forma autogratificante e non necessaria di marchio aziendale che non è né memorabile né concisa. Tuttavia, i sostenitori sostengono che se gli slogan entrano nel discorso pubblico quotidiano, l'influenza sul mercato dell'azienda potrebbe aumentare esponenzialmente.

## Slogan funzionali
Uno slogan di marketing può svolgere un ruolo nell'interazione tra aziende rivali. Uno slogan funzionale di solito:
- indica i vantaggi del prodotto (o i vantaggi del marchio) per gli utenti (o per i potenziali acquirenti)[23]
- implica una distinzione tra esso e i prodotti di altre imprese[24]
- fa una dichiarazione semplice, concisa,  chiaramente definita e appropriata
- è spiritoso o ha una "personalità" distinta
- dà un'impressione credibile di un marchio, di un servizio o di un prodotto
- rende l'esperienza del consumatore un'emozione oppure crea un bisogno o un desiderio
- è difficile da dimenticare: aderisce alla memoria

Il processo di sloganeering aziendale comunica il valore di un prodotto o servizio ai clienti, allo scopo di vendere il prodotto o servizio. È una funzione aziendale per attirare clienti.